# Понд-Крік (Оклахома)
Понд-Крік (англ. Pond Creek) — місто (англ. city) в США, в окрузі Грант штату Оклахома. Населення — 885 осіб (2020).

## Географія
Понд-Крік розташований за координатами 36°40′3″ пн. ш. 97°48′10″ зх. д. / 36.66750° пн. ш. 97.80278° зх. д. (36.667564, -97.802914).  За даними Бюро перепису населення США в 2010 році місто мало площу 2,16 км², уся площа — суходіл.

## Демографія
Згідно з переписом 2010 року, у місті мешкало 856 осіб у 349 домогосподарствах у складі 238 родин. Густота населення становила 396 осіб/км².  Було 432 помешкання (200/км²).
Расовий склад населення:
| - 89,8 % — білих - 3,0 % — корінних американців - 2,8 % — чорних або афроамериканців - 0,5 % — азіатів - 1,4 % — осіб інших рас |

До двох чи більше рас належало 2,5 %. Частка іспаномовних становила 4,1 % від усіх жителів.
За віковим діапазоном населення розподілялося таким чином: 25,9 % — особи молодші 18 років, 57,6 % — особи у віці 18—64 років, 16,5 % — особи у віці 65 років та старші. Медіана віку мешканця становила 40,8 року. На 100 осіб жіночої статі у місті припадало 95,4 чоловіків;  на 100 жінок у віці від 18 років та старших — 94,5 чоловіків також старших 18 років.
Середній дохід на одне домашнє господарство  становив 56 127 доларів США (медіана — 43 281), а середній дохід на одну сім'ю — 64 927 доларів (медіана — 50 000). За межею бідності перебувало 11,5 % осіб, у тому числі 11,3 % дітей у віці до 18 років та 9,0 % осіб у віці 65 років та старших.
Цивільне працевлаштоване населення становило 417 осіб. Основні галузі зайнятості: освіта, охорона здоров'я та соціальна допомога — 24,9 %, сільське господарство, лісництво, риболовля — 16,5 %, виробництво — 11,5 %, транспорт — 10,6 %.